# كأس روسيا البيضاء 2014–15
كأس روسيا البيضاء 2014–15 (بالروسية: Кубок Белоруссии по футболу 2014/2015)‏ هو الموسم 24 من كأس روسيا البيضاء. أقيم خلال الفترة 25 يوليو 2014 وحتى 24 مايو 2015، وأشرف على تنظيمه اتحاد روسيا البيضاء لكرة القدم، وكان عدد الأندية المشاركة فيه 53، وفاز فيه باتي بوريسوف.